# Gag visuel
Pour les articles homonymes, voir Gag.
Un gag visuel (ou blague visuelle) est une scène burlesque basée sur un effet visuel. Ce type de gag est généralement utilisé dans l’illusionnisme, les pièces de théâtre et le jeu d'acteur à la télévision ou au cinéma. Il existe également dans les dessins, les bandes dessinées (généralement dans les comic strips) ou les photos humoristiques.

## Définition et origine

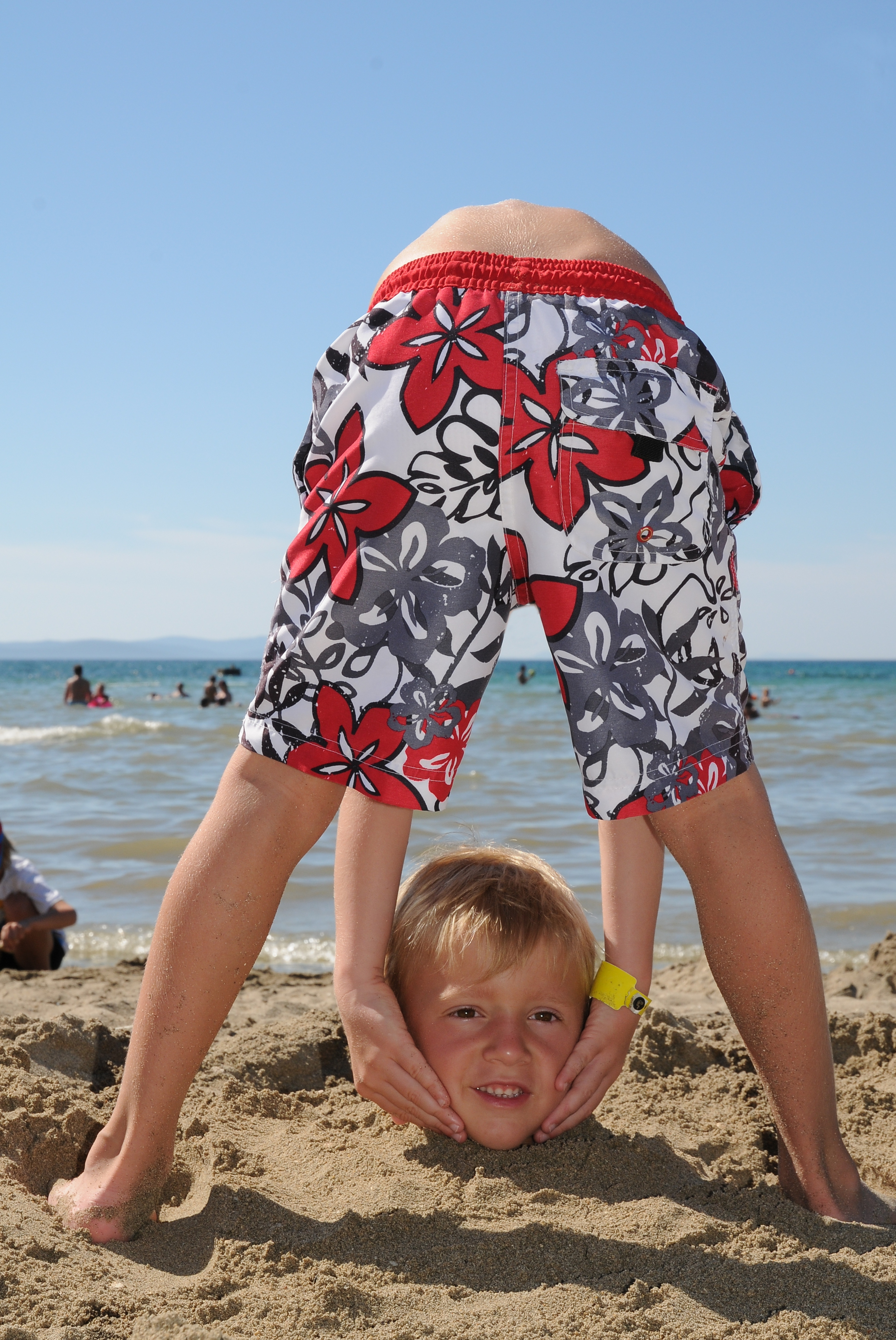
Deux garçons sur la plage; l'un est enterré dans le sable et l'autre se penche en avant tout en tenant la tête de l'autre. À première vue, il semble qu'il n'y ait qu'un seul garçon qui se tienne la tête. Cette image transmet une blague sans l'utilisation de mots.

Un gag est un effet comique de courte durée, produit par une scène burlesque. Le gag visuel a comme particularité de présenter cette forme d'humour en usant d'un effet visuel (dessin, film ou photo humoristique, truquée ou non) ou bien d'un effet de scène (pièce de théâtre, mime, tour de magie ou de prestidigitation) censé surprendre le spectateur et entraîner l'hilarité.
Le critique de cinéma Jean Mitry différencie le gag visuel du gag verbal en précisant que dans la culture française le gag repose très souvent sur un effet physique, visuel ou sonore, différent d'un « bon mot » (boutade ou mot d'esprit).

## Exemples

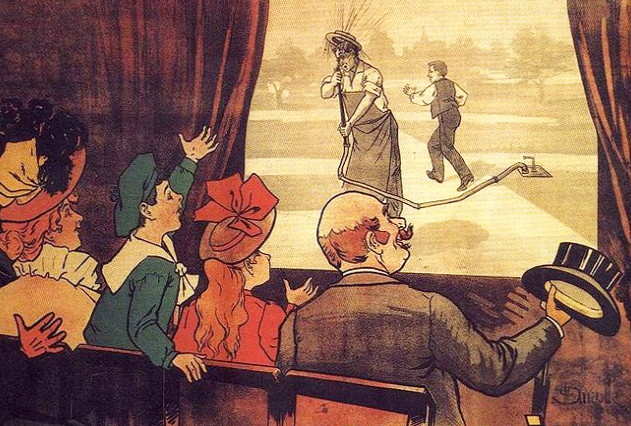
Affiche du film L'arroseur arrosé de Marcellin Auzolle en 1896.

Les exemples les plus connus de gags visuels sont basés sur un humour facile et généralement autant simple à mettre en place qu'à comprendre, tel que le sketch de la peau de banane durant lequel une personne jette volontairement ou involontairement une peau de ce fruit sur le sol après l'avoir pelé, entrainant la chute d'une autre personne, mais aussi celui de la personne mettant le pied sur un tuyau d'arrosage afin d'arroser l'utilisateur censé vérifier le bec du tuyau, lequel étant immédiatement arrosé à la suite du retrait du pied. Ce gag visuel est l'unique gag de l'un des plus anciens films humoristiques ayant été présenté au public.

### Bande dessinée
La bande dessinée est un art qui use souvent de la pratique du gag visuel, notamment dans le comic strip, d'origine américaine qui désigne une courte bande dessinée de quelques cases souvent constitués de courts gags, les plus anciennes de ce type de BD, sont the Yellow Kid (créé en 1896) et Pim Pam Poum (créée en 1897) et l'une des plus longues étant Peanuts qui durera un demi-siècle (1950 - 2000). Ces comics présentent une suite d'historiettes très dynamiques avec de petits scénarios introduisant les mêmes personnages dans le même environnement mais en mouvement constant entrainant des événements différents. Selon Benjamin Picado, auteur d'un article sur la question, « les créatures vivantes sont constitutivement dynamiques, et le sens de la comédie serait fondé par la représentation du dévoiement d'un tel dynamisme ».
La bande dessinée franco-belge n'est pas en reste, notamment avec des dessinateurs comme André Franquin, principal auteur de l'école de Marcinelle et créateur des personnages du Marsupilami et de Gaston Lagaffe dont les albums sont très riches en gags visuels même s'ils sont appuyés par des dialogues et des réparties tout autant comiques.

### Spectacle de magie
Les spectacles de magie ou de prestidigitation s'appuient très souvent sur des effets visuels humoristiques afin de mieux surprendre et amuser le public. Il est d'autant plus réussi si l'artiste accompagne son « tour » d'un discours (ou « boniment », terme utilisé par les artistes professionnels) appuyant le côté distrayant mais permettant également de rendre le spectateur moins vigilant et entrainer ainsi un effet de surprise plus important.

### Spectacle de pantomime et de clown

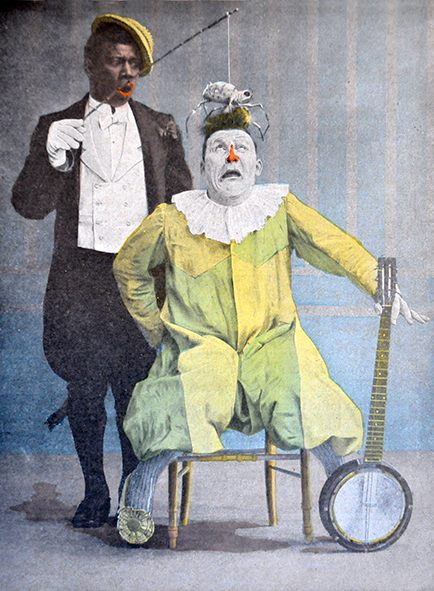
Le duo de clowns Footit et Chocolat

La pantomime est un spectacle narratif, très souvent accompagné de musique se basant sur un art exclusivement visuel destiné à émouvoir et quelquefois faire rire. Ce spectacle codifié correspond à un art très ancien déjà utilisé par la commedia dell'arte, apparue au XVIe siècle. En France, ce type de spectacle purement visuel a été popularisé par Jean-Gaspard Deburau et son célèbre personnage de Pierrot. Les spectacles de mime existent encore de nos jours et se basent beaucoup plus l'humour, entre geste et jonglerie faisant la part belle à l'imagination avec des objets créés par la gestualité de l'artiste.
Lié au spectacle de pantomime, auquel il est étroitement associé, l'art du clown utilise également ce type de démonstration en renforçant le côté burlesque dans la tradition d'artistes tels que le Le duo Footit et Chocolat. Grock, Achille Zavatta, Pierre Étaix (artiste français qui pratiqua et associa magie, prestidigitation, pantomime, art du clown et films burlesques), Annie Fratellini, Howard Buten et plus récemment les Frères Taloche ou Stéphane Delvaux. La plupart des clowns utilisent de nombreux accessoires dont des vêtements ridicules et trop grands, des farces et attrapes, des instruments de musique, des tartes à la crème dont le but est d'accentuer l'effet visuel humoristique. Des artistes tels que Raymond Devos ou Coluche, bien que leur humour soient généralement verbal, ont également utilisé l'humour visuel comme la célèbre interprétation de ce dernier en joueur de violon jouant le Temps des cerises, équipé de gants de boxe.

### Photographie
La photographie permet également de créer de bons gags visuels sans forcément utiliser d'effets visuels ou de trucages, cet usage permettant d'utiliser tout type de lieux mais aussi des personnages inattendus, notamment des enfants ou des animaux.

### Cinéma

#### Films
Le cinéma, art audiovisuel le plus connu, a souvent usé et use encore de nombreux gags visuels souvent sans texte ou accompagné de musique appropriée au gag afin de renforcer l'effet comique de celui-ci. Dès le début du 7ème art, lorsque celui-ci était muet, l'usage des gags visuels était très important, notamment dans les films de Max Linder, Charlie Chaplin, Buster Keaton, Harold Lloyd, ou Laurel et Hardy pour citer les plus connus. 
Ces films, généralement de durée assez courte et dénommés slapsticks, s'organisent souvent autour d'accidents ou de postures comiques, soit sur le mode du conflit (batailles de tartes à la crème, bagarre générale), d'accidents (chutes) et la confrontation à de nombreux obstacles divers quelquefois incongrus entraînant une certaine démesure et en conséquence fortement spectaculaire entraînant l'hilarité du public. 
L'apparition du cinéma sonore dans les années 1930 va entraîner une diminution des séquences liées aux gags visuels en faveur de l'intrigue même s'il reste couramment utilisé notamment par Harpo Marx membre du groupe des Marx Brothers, dont la scènes d'humour visuelle la plus récurrente de ses films consiste pour son personnage de sortir de son grand manteau gris une quantité incroyable d'objets aussi insolites les uns que les autres. Ce type de gag typiquement visuel se retrouve dans le film Mary Poppins au travers d'une scène ou la célèbre nounou sort une quantité incroyable d'objet de son sac à main.
Des films plus récents utilisent encore le principe du gag visuel comme dans La Cité de la peur d'Alain Berberian avec Les Nuls ou dans la série des films d'Astérix et Obélix.

#### Dessins animés

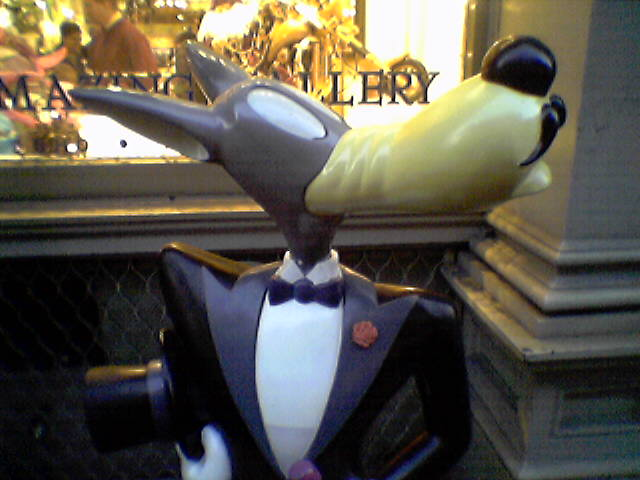
Le loup (Wolfie), célèbre personnage de Tex Avery connu pour ses gags visuels délirants

Les dessins animés, particulièrement les cartoons de production hollywoodiennes créés notamment par Hanna et Barbera (Tom et Jerry), Tex Avery (Bugs Bunny, Daffy Duck, Woolfie (le Loup aux yeux exorbités), Droopy), Walter Lantz (Woody Woodpecker), Paul Terry (Heckle et Jeckle) et bien sur Walt Disney (Mickey Mouse, Donald Duck, Goofy) utilisent le gag visuel comme outil humoristique, facilité en cela par un travail d'animation très professionnel dès les années 1930 et 1940. 
Selon de nombreux spécialistes et amateurs du genre, le réalisateur et scénariste Tex Avery, auteur de 135 cartoons se présente comme un des principaux artisans de ce type de gag, tel que le loup bagnard évadé qui, courant trop vite, finit par sortir de la pellicule du film ou le vautour qui se retrouve édenté (alors que ce type d'animal n'a pas de dents) en voulant dévorer un faux steak et autres phénomènes délirants qui quelquefois se référent  directement aux slapsticks des années 1910-1920. 
Bien qu'il soit un film de cinéma et non d'animation, le film de Chuck Russell The Mask, sorti en 1994, se présente comme un hommage à ce type de cartoons et plus particulièrement à Tex Avery dont le héros et protagoniste principal, joué par Jim Carrey, est un fan.